# M-9 (Kosovo)

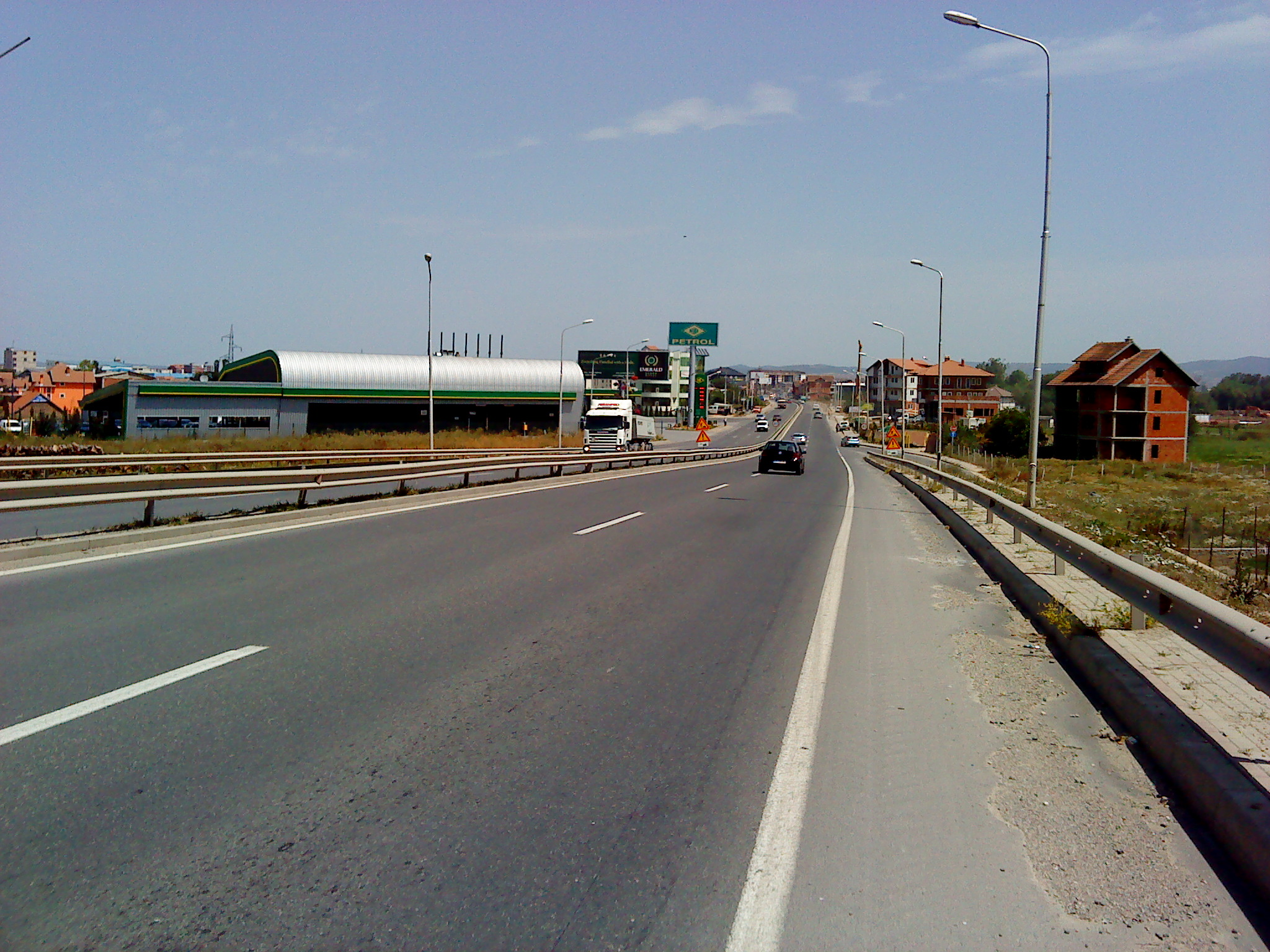
De M-9 ten westen van Pristina

De M-9 of Magjistrale 9 is een hoofdweg in Kosovo. De weg loopt van de grens met Montenegro via Pejë en Pristina naar de grens met Servië. In Montenegro loopt de weg verder als M-9 naar Andrijevica en Podgorica. In Servië loopt de weg als M9 verder naar Leskovac en Pirot. De M-9 is 143 kilometer lang.
Bij Balince sluit de autosnelweg R7 naar Prizren en Tirana op de M-9 aan. Tussen deze aansluiting en de hoofdstad Pristina is de M9 uitgebouwd tot autoweg. Dit deel is onderdeel van de E851, de Europese weg tussen Pristina en Petrovac in Montenegro.

## Geschiedenis
In de tijd dat Kosovo bij Joegoslavië hoorde, was de M-9 onderdeel van de Joegoslavische hoofdweg M9. Deze weg liep van Kolašin via Pejë en Pristina naar Pirot. Na het uiteenvallen van Joegoslavië en de de facto onafhankelijkheid van Kosovo behield de weg haar nummer in Kosovo. 